# 都会/くすりをたくさん
「都会 / くすりをたくさん」（とかい くすりをたくさん）は、2015年8月8日に発売された大貫妙子の7インチ・シングル。

## 解説
「都会」「くすりをたくさん」両曲とも1977年リリースのアルバム『SUNSHOWER』収録曲。
“大貫妙子の代名詞的楽曲としてもお馴染みなCITY POP大名曲。当時STEVIE WONDERに影響されていた時期に制作された楽曲としても知られ、その当時の時代風刺的な意味合いを多く含んだ歌詞の内容も現在も尚受け継がれており、日本国内に留まらず世代を超えた数多くのリスナーから注目を集め続ける楽曲”である「都会」について、大貫は「ずっと東京にいる事もあって、都会とか街に対するこだわりはずっとあって、そういった歌を歌い続けてきたんですが、よくいわれる都会の中の淋しさとか孤独感以外にやっぱり都会ってすごく好きなんです、楽しい事がたくさんあって。でも、このアルバムに関しては、都会の華やかさを否定している訳です。毎夜浮かれて歩いている若い人達とか。そういった何ひとつ生産的な事はない、ただ一夜飲み明かすだけのそういったものに対しての批判かな。もっとやる事があるんじゃないだろうかという気持ちがすごくありまして。これはすごく好きな曲です」と、後にインタビューで答えている。
今回カップリング曲として収録された「くすりをたくさん」は、“近年ではサンプリング・ソースとしても注目を集め、パーカッシヴなBREAKから幕を開ける本作は、歌詞の中に秘められたメッセージ性が非常に高く、『医者に行くと山の様に薬を処方される…』事柄を皮肉ったモノで、歌詞の内容も楽曲とは裏腹に非常にパンキッシュな印象さえ受ける”楽曲。大貫によればこの曲には、医者に行くと山の様に薬を沢山くれるという事への、医療に関しての批判があったという。

## リリース、プロモーション
2014年8月のHMV Record Shop渋谷オープニングタイトルとして再発されたアルバム『SUNSHOWER』より、 本アルバムの中でも重要楽曲として知られる2曲をカップリングした7inchダブルサイダーとして2015年8月にリリース。2018年には2ndプレスがリリースされた。

## アートワーク、パッケージ
ジャケットは『SUNSHOWER』のジャケット写真をもとにデザインされているほか、裏面の歌詞カード、レコードのレーベル、さらにはレコード袋まで、いずれも『SUNSHOWER』リリース当時のパナム ⁄ クラウンレコードのデザインとなっている。

## 収録曲

### Side A
1. 都会
大貫妙子 作詞 · 作曲  坂本龍一 編曲

### Side B
1. くすりをたくさん
大貫妙子 作詞 · 作曲  坂本龍一 編曲

## レコーディング・メンバー
| 坂本龍一 | - Fender Rhodes, - Yamaha Polyphonic Synthesizer CS-80 |

| 大村憲司 Guitar            |
| 細野晴臣 Bass              |
| クリス・パーカー Drums     |
| 清水靖晃 Soprano Saxophone |
| 大貫妙子 Background Vocal  |
| 山下達郎 Background Vocal  |

| 坂本龍一 Fender Rhodes    |
| 大村憲司 Guitar           |
| 細野晴臣 Bass             |
| クリス・パーカー Drums    |
| 斉藤ノブ Percussion       |
| 中川昌三 Flute            |
| 大貫妙子 Background Vocal |
| 山下達郎 Background Vocal |

## スタッフ
SUNSHOWER
| Tatsuro Yamashita appears courtesy of RCA Records                    |
| Chiristopher Parker appears courtesy of Warner Bros. Records / Stuff |
|                                                                      |
| Produced by SEIJI KUNIYOSHI & AKIRA IKUTA                            |
| Co-produced by TAEKO OHNUKI                                          |
|                                                                      |
| Musical Direction and Arranged by RYUICHI SAKAMOTO                   |
|                                                                      |
| Engineered by SHINICHI TANAKA                                        |
| Recorded at Sound City and Crown Studio, Tokyo,                      |
| May 13-June 6, 1977                                                  |
| Mixed at Sound City, Tokyo                                           |
| Mastered at TOYO KASEI, Tokyo                                        |
| Special Thanks to Hiroko Horigami                                    |
| and Masako Hikasa for their assistance.                              |
|                                                                      |
| Art Direction by KAZUHIRO SATO                                       |
| Photography by TOHRU OHNUKI                                          |

## リリース日一覧
| 地域 | タイトル                | リリース日   | レーベル                                                     | 規格               | カタログ番号 | 備考                                                                                   |
| ---- | ----------------------- | ------------ | ------------------------------------------------------------ | ------------------ | ------------ | -------------------------------------------------------------------------------------- |
| 日本 | 都会 / くすりをたくさん | 2015年8月8日 | PANAM ⁄ CROWN / Lawson Entertainment, Inc. (HMV record shop) | 7"シングルレコード | CRK-1021     | HMV record shop限定盤。ジャケット写真は『SUNSHOWER』のジャケット写真と同じものを使用。 |
| 日本 | 都会 / くすりをたくさん | 2018年8月8日 | PANAM ⁄ CROWN / Lawson Entertainment, Inc. (HMV record shop) | 7"シングルレコード | CRK-1021     | HMV record shop限定盤（2ndプレス）。                                                   |